# Муравьёв, Матвей Михайлович
Матвей Михайлович Муравьёв  (1762 — 28 ноября 1823) — русский вице-адмирал.

## Биография
Родился в семье поручика артиллерии Михаила Марковича Муравьёва.
В 1774 году был зачислен в Морской кадетский корпус. После производства в чин гардемарина 16 марта 1778 года совершил несколько учебных компаний, а после сдачи экзаменов Высочайшим указом был произведен 1 мая 1781 года в чин мичмана.
В 1781—1782 годах совершил плавание в Ливорно и обратно, а затем совершил несколько морских компаний в Балтийском море.
9 мая 1785 года произведен в чин лейтенанта, а в 1787 году был причислен к Морскому кадетскому корпусу в чине поручика.
Во время русско-шведской войны на фрегате «Брячислав» участвовал в Гогландском сражении, на 100-пушечном корабле «Ростислав» участвовал в Эландском сражении и на 100-пушечном корабле «Двенадцать Апостолов» — в Красногорском и Выборгском сражениях. За отличие 6 июля 1790 года был произведен в чин капитан-лейтенанта.
В 1792—1795 годах командуя 38-пушечным гребным фрегатом «Павел» в составе гребной эскадры находился в практических плаваниях в Финском и Рижском заливе и финляндских шхерах.
12 марта 1798 года произведен в чин капитана 2-го ранга и в том же году был пожалован орденом Св. Анны III степени на шпагу.
В 1799—1800 годах состоял эскадр-майором при императоре Павле I и командовал флагманским 40-пушечным фрегатом «Эммануил». За отличие по службе был произведен 8 декабря 1799 года в чин капитана 1-го ранга и 18 июля 1800 года пожалован орденом Св. Иоанна Иерусалимского кавалерского креста.
26 ноября 1802 года «за беспорочную выслугу восемнадцати шестимесячных морских кампаний» был награждён орденом Св. Георгия IV степени.
В 1803 году назначен обер-экипажмейстером флота с производством 16 февраля 1804 года в чин капитан-командора.
8 января 1809 года произведен в чин контр-адмирала и в следующем году назначен директором Аудиторского департамента министерства военно-морских сил.
Во время Отечественной войны командовал эскадрой легких и гребных судов на Балтийском море.
30 августа 1814 года произведен в чин вице-адмирала, а в 1819 году за усердное управление вверенным департаментом был пожалован орденом Св. Владимира II степени.

## Семья
Жена (с 24 октября 1798 года) — Анна Изотовна Пушкина (1777—1835), дочь генерал-майора, получила в качестве приданого усадьбу Затуленье.
В браке родились:
- Татьяна (11.03.1802[2]— ?), крещена 14 марта 1802 года в церкви Вознесения  при восприемстве А. С. Муравьёвой; замужем за Н. Н. Хвастовским.
- Павел (26.06.1804—31.08.1848), статский советник; мичманом участвовал в кругосветном плавании на фрегате «Крейсер» в 1822—25 гг. В 1854 году экипажем фрегата «Паллада» по его фамилии назван мыс Муравьёва (ныне Калмагак) на восточном побережье полуострова Корея[3].
- Пётр (12.07.1805—10.10.1857), действительный статский советник, председатель Нижегородской казенной палаты.
- Елизавета (08.03.1808—26.12.1840)
- Николай (12.02.1810—05.03.1879), коллежский советник.
- Анна (28.07.1811[4]— ?)
- Матвей (10.07.1813— ?), капитан.
- Екатерина, замужем за Иваном Михайловичем фон Бландовым, их сын Владимир.